# Epidermolisi bollosa acquisita
L'epidermolisi bollosa acquisita è una malattia immuno-bollosa caratterizzata dalla comparsa di bolle subepidermiche.

## Epidemiologia
Esiste sia la forma infiammatoria che cronica, nella seconda quando le bolle scompaiono e cicatrici compaiono al loro posto.

## Patogenesi
Le cause sono riportate ad un deposito irregolare e granulare di IgG.

## Diagnosi
Altre malattie vengono sovente diagnosticate, come colite ulcerosa e malattia di Crohn.

## Terapia
Tale malattia resiste alle normali terapie:
- Forme croniche: il dapsone che in casi similari fornisce ottimi risultati può essere anche inutile, stesso rischio per la colchicina.
- Forme infiammatorie: si somministrano ciclosporina in dosi minime e prednisone con dosi superiori (fino a 6 mg/kg al giorno).